# 社長繁盛記
『社長繁盛記』（しゃちょうはんじょうき）は、1968年1月14日に東宝系で公開された日本映画。カラー。シネマスコープ。

## 概要
三木のり平から谷啓に、フランキー堺から小沢昭一へと、メンバーが一新した『社長シリーズ』第28作。音楽も宮川泰が担当している。そして内容もメンバー一新を流用して、「社内の若返り」がテーマの1つとなっている。
本作の地方ロケは、名古屋～明治村～高松。

## スタッフ
- 製作：藤本真澄
- 脚本：笠原良三
- 監督：松林宗恵
- 撮影：長谷川清
- 照明：石井長四郎
- 美術：上田寛
- 録音：西川善男
- 音楽：宮川泰
- 編集：岩下広一
- 助監督：坂野義光
- スチール：吉崎松雄

## 出演者
- 高山圭太郎（「高山物産」社長）：森繁久彌
- 高山厚子（圭太郎の妻）：久慈あさみ
- 高山典子（圭太郎の娘）：松本めぐみ
- 高山昭子（同上）：池戸良子
- 有賀勉（「高山物産」総務部長）：加東大介
- 本庄健一（「高山物産」第一営業部長）：小林桂樹
- 本庄夏代（健一の妻）：司葉子
- 本庄和男（健一の息子）：宮岡裕之
- 本庄まつの（健一の母）：英百合子
- 赤間仙吉（「高山物産」第二営業部長）：谷啓（ハナ肇とクレージーキャッツ）
- 范平漢（香港のバイヤー）：小沢昭一
- 田中徹（「高山物産」社長秘書）：黒沢年男
- 柿島伝之助（「高山物産」会長。厚子の父）：宮口精二
- 中川めぐみ（「高山物産」OL。田中秘書の恋人）：酒井和歌子
- 中川はるみ（めぐみの妹）：岡田可愛
- 中川礼一（中川姉妹の父）：藤原釜足
- 中川よし子（中川姉妹の母）：音羽久米子
- 秋子：浜木綿子
- 藤川（「アトラス自動車」社長）：中村伸郎
- 山田：伊藤久哉
- 小花：沢井桂子
- 豆奴：旭ルリ
- 喜代丸：田辺和佳子
- 家政婦：木浦スミエ

## 同時上映
『春らんまん』
- 原作：水木洋子／脚色：松木ひろし、井手俊郎／監督：千葉泰樹／主演：新珠三千代